# Andrés Toro
Andrés Toro González (Manizales, 5 de julio de 1977) es un actor y ex- modelo colombiano.

## Biografía
Nació en Manizales,la ciudad de sus padres, donde fue un muchacho de juegos de calle, que creció sin hermanos, pero con muchos amigos y él como tal se siente muy orgulloso de la ciudad donde nació. 
Tiempo después su familia se radicó en Bogotá y él ingresó a un colegio militar, donde descubrió sus dotes actorales.
Su formación actoral data de 1993, cuando se graduó de bachillerato y comenzó la carrera de dirección de televisión en el Politécnico Santa Fe de Bogotá. De ahí viajó a Los Ángeles y realizó algunos cursos de actuación. A su llegada a Colombia, hizo más de 20 comerciales y siguió con sus estudios. Realizó talleres en La Casa del Teatro del cubano Jorge Cao. La primera aparición en televisión de Toro la tuvo en Héroes de turno de ahí pasó a La baby sister, Padres e hijos y varios capítulos unitarios de Siguiendo el rastro e Historias de hombres solo para mujeres, entre otros. 
En cuanto a su vida privada, Andrés Toro contrajo nupcias con Eliana Escobar, una odontóloga nacida en Medellín pero radicada en Bogota a la que conoció cuando trabajaba en El vuelo de la cometa y con la que mantuvo un noviazgo de 7 años.
Se destacó en el año 2006 por su papel de Byron, un sicario en la serie Sin tetas no hay paraíso y también por el papel de Mateo López en la telenovela Nuevo rico, nuevo pobre. También interpretó al detective Ramírez en Un bandido honrado, serie emitida por el canal Caracol.

## Filmografía

### Televisión
| Año       | Título                            | Personaje                                      |
| --------- | --------------------------------- | ---------------------------------------------- |
| 1998-2000 | Héroes de turno                   |                                                |
| 2000-2001 | La baby sister                    |                                                |
| 2004-2005 | Me amarás bajo la lluvia          | Israel Molina                                  |
| 2004-2006 | Casados con hijos                 | Andrés Ruiz (Participación especial)           |
| 2006      | Sin tetas no hay paraíso          | Byron Santana                                  |
| 2006-2007 | Las profesionales                 | Jason Chávez                                   |
| 2007-2008 | Nuevo rico, nuevo pobre           | Mateo López Ferreira                           |
| 2008      | Tiempo final                      | Elkin Montés "Ep41: Dinero falso"              |
| 2008      | El cartel de los sapos            | Amante de Hugo de la Cruz                      |
| 2009-2010 | Gabriela, giros del destino       | Pablo Córdoba                                  |
| 2010-2011 | Un sueño llamado salsa            | Ricardo "Richie" Torres                        |
| 2011      | Confidencial                      | Santiago "Ep: Sacerdote peca por exceso de fe" |
| 2011      | La bruja                          | Leonel Cortés Bustamante                       |
| 2012      | La ruta blanca                    | Jaime Ortiz (Participación especial)           |
| 2012-2013 | Corazones blindados               | Mayor Iván Lince                               |
| 2013-2014 | Los graduados                     | Augusto Echeverría Uribe "Arbusto"             |
| 2017      | Venganza                          | Adrián Lozano                                  |
| 2017      | No olvidarás mí nombre            | Martín Zapata                                  |
| 2017-2018 | Hermanos y hermanas               | Tomás Soto Matiz                               |
| 2018-2019 | Distrito salvaje                  | Ramón Pérez                                    |
| 2019      | Un bandido honrado                | Detective Jairo Ramírez                        |
| 2019-2020 | El general naranjo                | Gustavo Gaviria                                |
| 2021      | Café con aroma de mujer           | Aurelio Díaz                                   |
| 2021      | El Cartel de los Sapos: el origen | Sandoval                                       |
| 2022      | Enfermeras                        | Cesar Valderrama                               |
| 2023      | Duro contra el mundo              | Participante                                   |
| 2023      | Ana de nadie                      | Luciano Ucross                                 |
| 2024      | MasterChef Celebrity              | Participante                                   |

### Cine
- Milagro de fe (2024) — Jairo
- El diario de un homosexual (2010) — Alexander / Celestina
- Hacia la oscuridad (2007) — Jaime
- Perro come perro (2006) — Zabala

## Premios y nominaciones

### Premios India Catalina
| Año  | Categoría                                    | Telenovela o Serie       | Resultado |
| ---- | -------------------------------------------- | ------------------------ | --------- |
| 2007 | Mejor actor de reparto de telenovela o serie | Sin tetas no hay paraíso | Ganador   |

### Premios TVyNovelas
| Año  | Categoría                             | Telenovela o Serie       | Resultado |
| ---- | ------------------------------------- | ------------------------ | --------- |
| 2015 | Mejor actor protagónico de telenovela | Un sueño llamado salsa   | Nominado  |
| 2008 | Mejor actor antagónico                | Nuevo rico nuevo pobre   | Nominado  |
| 2007 | Mejor actriz/actor revelación         | Sin tetas no hay paraíso | Nominado  |

### Otros premios
Placa de la ONU
- Esoecial - Sin tetas no hay paraíso